# Коулз, Джеффри
Джеффри Хорсман Коулз (англ. Geoffrey Horsman Coles; 13 марта 1871, Гастингс, Великобритания — 27 января 1916, Фестюбер, Франция) — британский стрелок, призёр летних Олимпийских игр.
Коулз принял участие в летних Олимпийских играх в Лондоне в двух дисциплинах. В стрельбе из пистолета он стал 3-м среди команд и 11-м среди отдельных спортсменов.
Коулз умер во время Первой мировой войны, служа рядовым в Королевском полку фузилёров.